# Petilia Policastro
Petilia Policastro är en ort och kommun i provinsen Crotone i regionen Kalabrien i Italien. Kommunen hade 9 073 invånare (2017).